# Уравнение на Ойлер – Лагранж
Уравнение на Ойлер – Лагранж (във физиката също уравнения на Лагранж – Ойлер, или уравнения на Лагранж) са основни формули във вариационното смятане, с чиято помощ се търсят стационарни точки и екстремуми на функционали. В частност, тези уравнения намират широка употреба в задачи за оптимизация и в механиката, където заедно с принципа на най-малкото действие се използват за изчисляване на траектории. В теоретичната физика това са (класическите) уравнения на движението в контекста на получаването им от израза за действие (лагранжиана).
Използването на уравненията на Ойлер – Лагранж за намиране на екстремум на функционала в известен смисъл е аналогично на използването на теоремата от диференциалното смятане, според която гладка функция може да има екстремум само в точката, в която първата производна става нула (в случая на векторен аргумент на нула се приравнява градиентът на функцията, т.е. производната по векторния аргумент). По-точно, това е директно обобщение на съответната формула в случая на функционал – функция на безкрайномерен аргумент.
Уравненията са изведени от Леонард Ойлер и Жозеф Луи Лагранж около 1750 година.